# Prasinocyma centralis
Prasinocyma centralis är en fjärilsart som beskrevs av Louis Beethoven Prout 1915. Prasinocyma centralis ingår i släktet Prasinocyma och familjen mätare. Inga underarter finns listade i Catalogue of Life.